# Jan Konrad Załuski
Jan Konrad Załuski, hrabia, herbu Junosza (urodzony 25 listopada 1820 w Jasienicy, zm. 27 marca 1887 w Tarnopolu) – ziemianin, literat, publicysta, działacz gospodarczy.

## Życiorys
Ziemianin, w latach 1848–1855 był właścicielem dominium Żółków (wieś Żółków i przysiółek Lichtarz, w cyrkule jasielskim), a następnie dóbr Żółków, w pow. jasielskim. Z wykształcenia agronom. Z powołania literat i publicysta. Ceniony jako lingwista, znawca języków zarówno klasycznych, jak i współczesnych. Członek c.k. ministerialnej komisji ds. urzędników krajowych w Krakowie (1854-1866). Sekretarz Izby Handlowej w Krakowie (1860-1866). W latach 1860–1864 pełnomocnik reprezentacji lwowskiej, a w latach 1863–1867 zastępca dyrektora w Galicyjskim Towarzystwie Ubezpieczeń Wzajemnych w Krakowie.
Od 16 lutego 1857 członek Krakowskiego Towarzystwa Naukowego. W latach 1863–1864 wydawca i redaktor odpowiedzialny pisma politycznego „Kroniki” wydawanego w Krakowie. Członek Wydziału Centralnego Galicyjskiego Towarzystwa Oficjalistów Prywatnych. W latach 1868–1870 członek rady nadzorczej Galicyjskiego Banku Hipotecznego. Członek Rady Administracyjnej (Zawiadowczej) Galicyjskiego Ogólnego Towarzystwa Ubezpieczeń we Lwowie (1870-1877). Od 22 lutego 1850 członek i działacz c. k. Galicyjskiego Towarzystwa Gospodarskiego. Członek oddziału krakowskiego (1862-1866) potem lwowskiego GTG (1867-1873) i jego prezes (1868). Wiceprezes całego Towarzystwa (16 lutego 1868 – 24 czerwca 1870). Od 1862 członek c. k. Krakowskiego Towarzystwa Gospodarczo-Rolniczego w Krakowie (1862-1878).

### Prace
- Entwurf. Provisorische Bestimmungen über die Bezeichnung des Reingchaltes von Gold- u. Silberwaaren. Wien 1850
- Słowo o stosunkach handlowych mieszkańców Scytyi Zachodniej w wiekach przed Chrystusem, ze względem na stanowiska żeglugi na rzece Sanie, a w szczególności Leżajsk, Lwów 1857
- Uwagi nad projektem obioru księcia Ludwika Kondeusza na tron polski, tudzież nad elekcyą i panowaniem króla Michała Wiśniowieckiego: (wątek z okresu dziejów od 1657 do 1673 roku), Jasło 1857
- Tafeln zur Statistik des Groszherzogthums Krakau und der westlichen Kreise Galiziens aus den Jahren 1854, 1855, 1856 und 1857, zum Theile auch aus späterer Periode, Krakau 1859
- Arasy i gobeliny ścienne krakowskiej wystawy starożytnej i zabytków sztuki w r. 1858. Kraków 1860,
- O postępowaniu przy rozłożeniu ciężarów wynikających z obowiązku konkurencyi parafialnej w Galicyi przez obywatela ...znad Wisły, Kraków 1862

Opracował:
- Konnotata wypadków w domu i w kraju zaszłych od 1634 do 1689 r. skreślona: przez Stanisława Wierzbowskiego ; z rȩkopisu przechowanego w archiwum rodzinném, do druku podał i objaśnieninia dołożyl Jan Konrad Hr. Załuski, Lipsk 1858
- Pamiętniki Janczara przed rokiem 1500 napisane, Sanok 1857

## Rodzina i życie prywatne
Urodził się w rodzinie ziemiańskiej, syn Teofila Wojciecha (1760-1831) i Marianny z Górskich (1800-1833). W 1844 ożenił się z Emilią Leopoldyną z domu Auerhammer (1826-1891). Mieli dzieci: Anielę (1847-1877), Helenę (ur. 1848), żonę Franciszka Oktawiana Huk-Żurakowskiego, Teodora, Teofila, Janinę Zofię (1851-1894) żonę Edmunda Karol Dzieża-Łozińskiego (1837-1904), Emiliana Ludwika (ur. 1852) i Aleksandra Ignacego (1865-1880).